# Detlef Uibel
Detlef Uibel (ur. 24 kwietnia 1959 w Gubinie) – niemiecki kolarz torowy reprezentujący NRD, brązowy medalista mistrzostw świata.

## Kariera
Pierwszy sukces w karierze Detlef Uibel osiągnął w 1977 roku, kiedy zdobył brązowy medal w sprincie indywidualnym podczas mistrzostw świata juniorów. Cztery lata później w tej samej konkurencji pośród amatorów również wywalczył brązowy medal na mistrzostwach świata w Brnie. W wyścigu tym wyprzedzili go jedynie Siergiej Kopyłow z ZSRR oraz rodak Uibela – Lutz Heßlich. Ponadto w latach 1984 i 1985 był mistrzem NRD w wyścigu na 1 km, nigdy jednak nie wystartował na igrzyskach olimpijskich.